# Heldenplatz
Heldenplatz er en plads i Østrigs hovedstad Wien af historisk betydning. Flere store begivenheder i landet har fundet sted på denne plads, hvor den kendteste er Adolf Hitlers proklamation af Østrigs Anschluss til Nazi-Tyskland i 1938.
Heldenplatz er Hofburg's ydre plads, som blev bygget under kejser Franz Joseph I.'s regeringsperiode, som en del af en større udvidelse af Hofburg. Oprindelig skulle der have været bygget to over for hinanden beliggende symmetriske bygninger med Heldenplatz i midten. Imidlertid fik man kun bygget den ene bygning inden 1. verdenskrig brød ud og det Østrig-ungarske rige kollapsede. Pladsen står derfor nu kun med den ene bygning – Neue Burg.
Navnet Heldenplatz (Heltenes Plads) kommer af de to statuer, der står på pladsen. Den ene forestiller Prins Eugen af Savoyen og den anden ærkehertug Karl af Østrig-Teschen, der begge bliver mindet som store militære ledere.
Forbundspræsidenten rediderer endvidere i en bygning med facade til Heldenplatz.
48°12′24″N 16°21′47″Ø / 48.20667°N 16.36306°Ø